# Tess Gunty
Tess Gunty, née en 1993 à South Bend dans l'État d'Indiana, est une romancière américaine. Son premier roman, Écoutez-moi jusqu'à la fin (en anglais: The Rabbit Hutch), a remporté le National Book Award du livre de fiction en 2022.

## Biographie

### Enfance et formation
Tess Gunty naît à South Bend (Indiana),. Elle grandit dans un quartier de cette ville, près du campus de l'Université de Notre Dame.
Parce que sa mère est professeure d'art dans un lycée catholique, elle fréquente gratuitement cette école coûteuse.
Elle possède un baccalauréat ès arts en anglais avec une spécialisation en écriture créative de l'Université de Notre Dame, où son père travaille et pour laquelle elle ne paye là non plus aucuns frais de scolarité,. Elle obtient ensuite un master en beaux-arts en écriture créative de l'Université de New York.

### Carrière
Tess Gunty travaille à son premier roman pendant cinq ans. Elle le réécrit totalement après des refus d'éditeurs et des conseils qui ne lui plaisent pas. Elle finit enfin par le transmettre à des agents littéraires. Écoutez-moi jusqu'à la fin (en anglais The Rabbit Hutch) est publié par Knopf le 2 août 2022 et reçoit le National Book Award for Fiction en novembre 2022,,,,. Tess Gunty est la plus jeune lauréate, à 30 ans, du National Book Award depuis Philipp Roth en 1960. Le roman obtient des critiques généralement favorables,. Le roman reçoit également le premier Waterstones Debut Fiction Prize et le Barnes and Noble Discover Prize,. Il est en outre finaliste du prix John Leonard 2023, décerné par le National Book Critics Circle pour un premier livre, tous genres confondus et sélectionné pour le prix Mark Twain 2023,. Enfin, il est nommé meilleur livre de l'année par The New York Times, NPR, People, The New Yorker et Time, entre autres publications, et est sélectionné pour les droits cinématographiques par Fremantle.
Le livre raconte l'histoire de Blandine retrouvée morte dans son appartement et qui va sortir de son corps. Blandine est une orpheline de 18 ans qui a passé son enfance en famille d'accueil et qui dénonce le capitalisme et les violences faites aux femmes. Elle vit dans la ville fictive de Vacca Vale, un ancien épicentre de la construction automobile situé dans l'Indiana, au sein d'un complexe d'habitations abordables appelé La Lapinière ou Clapier à lapins (rabbit hutch en anglais),. L'intrigue s'étend à ses voisins : Hope, une jeune mère qui a peur de regarder son bébé dans les yeux ; Joan Kowalski, une vieille fille dont le travail consiste à filtrer les commentaires nécrologiques en ligne ; Elsie Blitz, une ancienne enfant star qui publie sa propre nécrologie ; Moïse, le fils adulte instable d'Elsie ; et les colocataires Jack, Todd et Malik, des adolescents obsédés par Blandine qui inventent un jeu cruel pour tenter de la courtiser,. « Le véritable sujet de Gunty, cependant, est une terre de solitude, de potentiel gaspillé et d'exploitation qui semble typiquement américaine – ainsi que les interconnexions humaines et les coups de chance qui peuvent nous aider à y survivre » écrit Los Angeles Times.
Parallèlement, son travail est publié dans The Iowa Review, Joyland, Los Angeles Review of Books, No Tokens, Flash et ailleurs.
Son prochain roman, Honeydew, sortira à l'automne 2025.

### Vie privée
Après quatre ans passés à New York, Tess Gunty et son partenaire, un urbaniste, déménagent dans le centre-ville de Los Angeles en 2019. Après la pandémie de Covid-19, ils déménagent à Silver Lake, un quartier arboré de Los Angeles.

## Œuvres
- Écoutez-moi jusqu'à la fin [« The Rabbit Hutch »], Knopf, 2022 (ISBN 978-2404080291)
- Honeydew, 1st, 2025 (en attente)[1],[13]